# Castillo de Gibralfaro

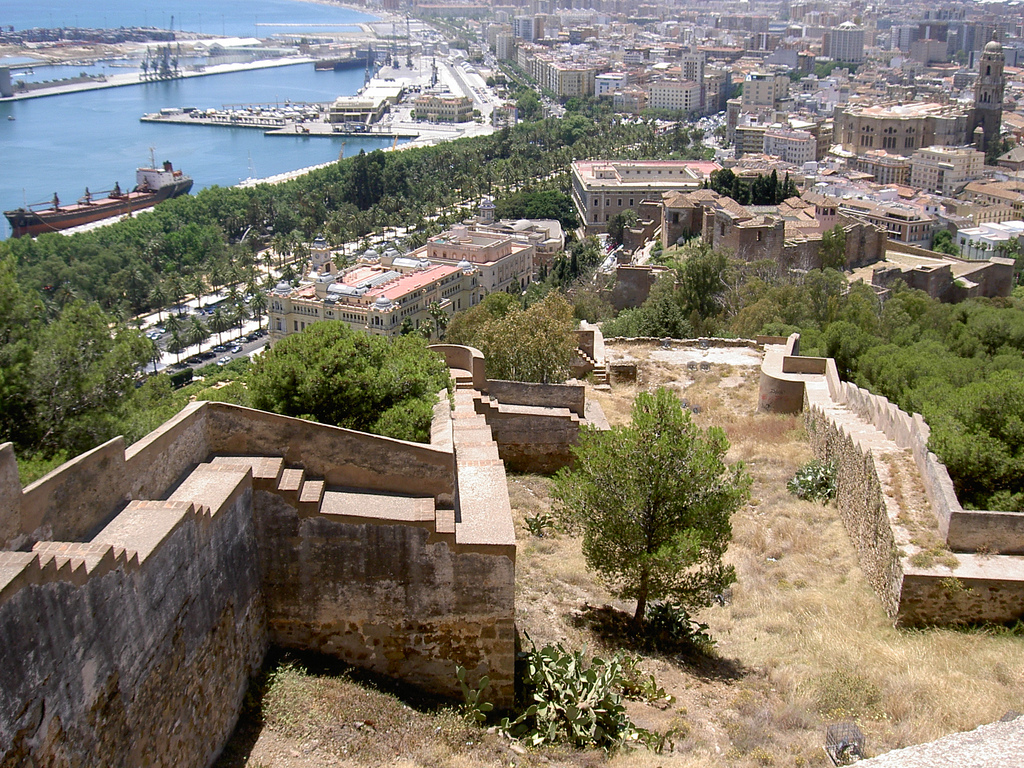
Blick vom Castillo de Gibralfaro auf die Stadt Málaga

Das Castillo de Gibralfaro ist die Ruine einer Burganlage auf dem Burgberg (Jbel-Faro = „Felsen des Leuchtturms“) innerhalb des Stadtgebietes der andalusischen Stadt Málaga. Zusammen mit der Alcazaba zählt sie zu den bedeutendsten historischen Sehenswürdigkeiten der spanischen Provinzhauptstadt an der Costa del Sol.

## Geschichte
Bereits in der Antike war der ca. 135 m hohe Hügel befestigt; die noch erhaltenen Reste wurden vom in Córdoba residierenden Emir Abd ar-Rahman III. (reg. 912–961) in eine Festung verwandelt, die in der ersten Hälfte des 14. Jahrhunderts von Yusuf I. von Granada (reg. 1333–1354) erneuert und zu einer Palastfestung ausgebaut wurde. Im Jahr 1487 eroberten die Truppen der Katholischen Könige Isabella I. von Kastilien und Ferdinand II. von Aragón nach mehr als dreimonatiger Belagerung die Burg.

## Architektur
Die Außenmauern der Burg sind – nach antik-römischem Vorbild – aus abwechselnden Lagen von unbearbeitetem Naturstein und Mauerziegeln errichtet; einige Bauten im Innern der Festungsmauern bestehen nur noch aus Ziegelsteinen.

## Sehenswürdigkeiten
Von den Burgmauern aus hat man einen einzigartigen Blick über den Hafen und die Stadt Málaga sowie auf die Stierkampfarena. Im ehemaligen Pulverturm der Festungsanlage wird eine Ausstellung von Rüstungen, Schwertern und weiteren historischen Gegenständen gezeigt. Entlang der Burgmauern sind Informationstafeln aufgestellt.